# Geoffrey Picard
Geoffrey Picard (Oakland, 20 marzo 1943 – Horsens, 14 settembre 2002) è stato un canottiere statunitense, vincitore della medaglia di bronzo nel quattro senza a Tokyo 1964 insieme a Richard Lyon, Theodore Nash e Ted Mittet.
Picard, inizialmente selezionato solo come riserva, scese in acqua direttamente in semifinale in sostituzione di Phil Durbrow, che aveva avuto un malore.
Dopo aver conseguito un master in business administration ad Harvard, venne assunto dalla Morgan Stanley diventandone in seguito socio e vicepresidente.
Specializzato sui mercati asiatici, contribuì alla stesura della legge sui titoli della repubblica popolare cinese.

## Palmarès
- Giochi olimpici

Tokyo 1964: bronzo nel quattro senza.